# Список награждённых орденом Жукова

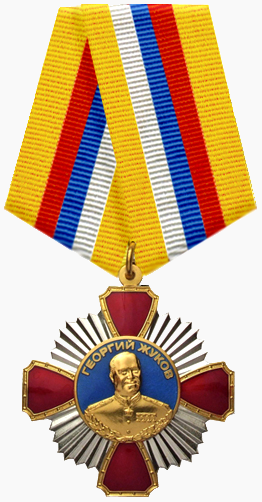
Орден Жукова

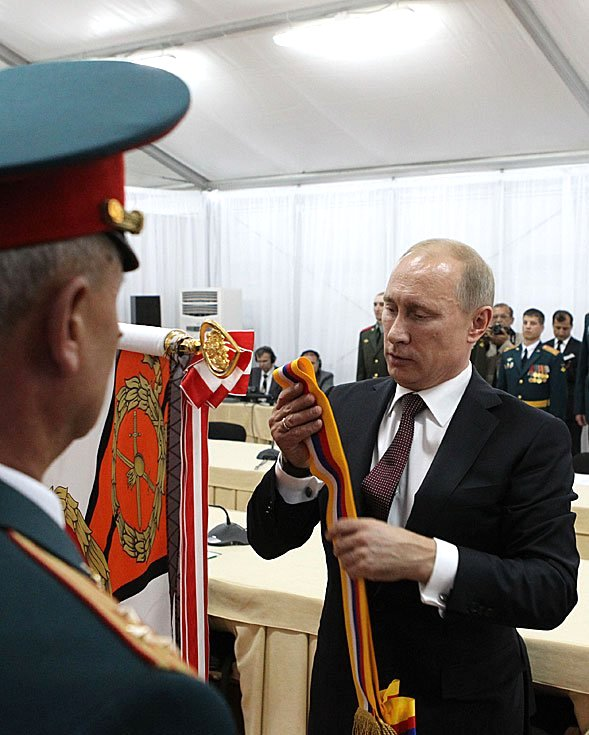
Президент Владимир Путин вручает орден Жукова 201-й военной базе

В списке представлены, по порядку награждения, кавалеры и воинские части российского ордена Жукова. Список составлен по официально опубликованным указам Президента Российской Федерации.

## Награждённые
Указом Президента Российской Федерации от 25 апреля 1995 г. № 413 награждены:
1. Абрамов Константин Николаевич, генерал-полковник в отставке
2. Василенко Гавриил Тарасович, генерал-лейтенант в отставке
3. Давидков Виктор Иосифович, генерал-полковник в отставке
4. Захаров Георгий Нефедович, генерал-майор авиации в отставке
5. Зимин Георгий Васильевич, маршал авиации в отставке
6. Карсанов Казбек Дрисович, генерал-майор артиллерии в отставке
7. Кожанов Константин Григорьевич, генерал-полковник в отставке
8. Лосик Олег Александрович, маршал бронетанковых войск в отставке
9. Лященко Николай Григорьевич, генерал армии в отставке
10. Павловский Иван Григорьевич, генерал армии в отставке
11. Петренко Василий Яковлевич, генерал-лейтенант в отставке
12. Подгорный Иван Дмитриевич, генерал-полковник в отставке
13. Пушкин Анатолий Иванович, генерал-лейтенант авиации в отставке
14. Сергеев Николай Дмитриевич, адмирал флота в отставке
15. Соколов Сергей Леонидович, Маршал Советского Союза

Указом Президента Российской Федерации от 4 мая 1995 г. № 443 награждены:
1. Адашев, Пётр Фёдорович, полковник в отставке
2. Афанасьев, Анатолий Георгиевич, генерал-майор в отставке
3. Басин, Борис Григорьевич, полковник в отставке
4. Батраков, Матвей Степанович, генерал-майор в отставке
5. Березин, Александр Васильевич, генерал-майор в отставке
6. Воробьёв, Иван Андреевич, полковник в отставке
7. Головчинер, Борис Михайлович, генерал-майор в отставке
8. Гребёнкин, Фёдор Алексеевич, полковник в отставке
9. Дегтярёв, Николай Николаевич, полковник в отставке
10. Долбышев, Михаил Дмитриевич, полковник в отставке
11. Жатьков, Анатолий Владимирович, генерал-майор авиации в отставке
12. Иванов, Василий Поликарпович, генерал-майор в отставке
13. Иванов, Георгий Васильевич, генерал-майор в отставке
14. Клевцов, Василий Ильич, генерал-майор авиации в отставке
15. Кобзев, Владимир Иванович, генерал-майор артиллерии в отставке
16. Кожемякин, Александр Владимирович, полковник в отставке
17. Кожемякин, Иван Иванович, полковник в отставке
18. Коркишко, Никита Васильевич, полковник в отставке
19. Кочергин, Иван Александрович, генерал-майор авиации в отставке
20. Кудряшов, Василий Яковлевич, полковник в отставке
21. Куреня, Пётр Агафонович, полковник в отставке
22. Лабудев, Василий Иванович, генерал-майор авиации в отставке
23. Максимовский, Степан Васильевич, генерал-майор в отставке
24. Матвеев, Александр Андреевич, генерал-лейтенант авиации в отставке
25. Минаев, Алексей Васильевич, полковник в отставке
26. Михайлов, Михаил Петрович, полковник в отставке
27. Никишин, Дмитрий Тихонович, генерал-лейтенант авиации в отставке
28. Ольховский, Пётр Иванович, генерал-майор в отставке
29. Осипчук, Дорофей Зиновьевич, генерал-майор артиллерии в отставке
30. Попов, Степан Ефимович, генерал-лейтенант артиллерии в отставке
31. Прокофьев, Юрий Михайлович, генерал-майор в отставке
32. Рубан, Николай Алексеевич, полковник в отставке
33. Серебров, Михаил Павлович, генерал-майор в отставке
34. Сиванков, Алексей Иванович, полковник в отставке
35. Соболев, Семён Иванович, полковник в отставке
36. Сусский, Степан Яковлевич, генерал-майор артиллерии в отставке
37. Табунченко, Яков Митрофанович, генерал-майор артиллерии в отставке
38. Трусов, Иван Ильич, генерал-майор в отставке
39. Цветков, Родион Васильевич, генерал-майор в отставке
40. Черепанов, Корнилий Георгиевич, генерал-майор в отставке

Указом Президента Российской Федерации от 7 ноября 1995 г. № 1090 награждены:
1. Антонов, Виктор Сергеевич, полковник в отставке
2. Блонский, Иосиф Петрович, полковник в отставке
3. Герасименко, Александр Семёнович, генерал-майор в отставке
4. Грузенберг, Владимир Фёдорович, генерал-майор в отставке
5. Духовный, Ефим Евсеевич, генерал-майор в отставке
6. Заякин, Александр Петрович, генерал-майор авиации в отставке
7. Миронов, Виктор Федосеевич, полковник в отставке
8. Наритай, Василий Дмитриевич, генерал-майор в отставке
9. Обатуров, Геннадий Иванович, генерал армии в отставке
10. Орёл, Александр Евстафьевич, адмирал в отставке
11. Платонов, Василий Иванович, адмирал в отставке
12. Попов, Пётр Георгиевич, полковник в отставке
13. Самохин, Михаил Иванович, генерал-полковник авиации в отставке
14. Скрипка, Григорий Гордеевич, полковник в отставке
15. Соколов, Александр Фёдорович, полковник в отставке
16. Спиридонов, Семён Лаврович, генерал-лейтенант в отставке
17. Толконюк, Илларион Авксентьевич, генерал-лейтенант в отставке
18. Чемоданов, Степан Иванович, генерал-майор авиации в отставке
19. Шишков, Даниил Кузьмич, полковник в отставке
20. Якушин Михаил Нестерович, генерал-майор авиации в отставке

Указом Президента Российской Федерации от 19 февраля 1996 г. № 212 награждены:
1. Бойко, Василий Романович, генерал-лейтенант в отставке
2. Евсюков, Владимир Иосифович, генерал-майор в отставке
3. Камейко, Яков Ефимович, генерал-майор в отставке
4. Купин Иван Владимирович, генерал-майор в отставке
5. Макаревский Вадим Иванович, генерал-майор в отставке

Указом Президента Российской Федерации от 19 июня 1996 г. № 948 награждён:
1. Худалов, Харитон Алексеевич, генерал-лейтенант в отставке

Указом Президента Российской Федерации от 6 сентября 1996 г. № 1331 награждены:
1. Калягин, Александр Яковлевич, генерал-лейтенант в отставке
2. Мельников, Павел Васильевич, генерал-полковник в отставке
3. Небоженко, Тихон Никитович, полковник в отставке
4. Сбытов, Николай Александрович, генерал-лейтенант авиации в отставке
5. Сергеев, Артём Фёдорович, генерал-майор артиллерии в отставке
6. Цесарь, Александр Григорьевич, генерал-майор в отставке
7. Щербина, Иван Кузьмич, генерал-майор в отставке
8. Юрченко Петр Фомич, полковник в отставке

Указом Президента Российской Федерации от 31 декабря 1996 г. № 1792 награждены:
1. Архангельский, Пётр Петрович, генерал-лейтенант авиации в отставке
2. Дорожинский, Иван Степанович, полковник в отставке
3. Портнов, Сергей Иванович, генерал-майор в отставке
4. Сергеенко, Сергей Семёнович, генерал-лейтенант в отставке
5. Храмченко, Василий Павлович, полковник в отставке

Указом Президента Российской Федерации от 20 февраля 1997 г. № 113 награждены:
1. Колотилин Иван Георгиевич, генерал-майор артиллерии в отставке
2. Сальцын, Иван Петрович, полковник в отставке
3. Чупров, Илья Михайлович, генерал-майор авиации в отставке

Указом Президента Российской Федерации от 8 мая 1997 г. № 459 награждён:
1. Липин, Павел Иосифович, полковник в отставке

Указом Президента Российской Федерации от 23 февраля 1998 г. № 187 награждены:
1. Бельченко Сергей Саввич, генерал-полковник в отставке
2. Шлапаков, Иван Романович, подполковник в отставке

Указом Президента Российской Федерации от 5 августа 2011 г. № 1047 награждена:
1. 10-я отдельная бригада специального назначения Министерства обороны Российской Федерации[1]

Указом Президента Российской Федерации от 10 августа 2011 г. награждена:
1. 46-я отдельная бригада оперативного назначения внутренних войск Министерства внутренних дел Российской Федерации[2][3]

Указом Президента Российской Федерации от 3 октября 2012 г. № 1345 награждена:
1. 201-я Гатчинская дважды Краснознамённая военная база[4]

Указом Президента Российской Федерации от 13 февраля 2014 г. № 75 награждена:
1. Отдельная дивизия оперативного назначения внутренних войск Министерства внутренних дел Российской Федерации[5]

Указом Президента Российской Федерации от 5 ноября 2015 г. награждена:
1. Михайловская военная артиллерийская академия[6]

Указом Президента Российской Федерации от 3 марта 2016 г. № 100 награждена:
1. 810-я отдельная бригада морской пехоты Краснознамённого Черноморского флота[7]

Указом Президента Российской Федерации от 15 февраля 2018 г. № 72 награжден:
1. Лизюков Александр Ильич, генерал-майор (посмертно)[8]

Указом Президента Российской Федерации от 13 мая 2019 г. № 215 награжден:
1. Санкт-Петербургский военный институт войск национальной гвардии Российской Федерации[9]

Указом Президента Российской Федерации от 10 сентября 2021 г. № 524 награжден:
1. Невский Краснознамённый спасательный центр МЧС России имени Ленсовета[10]

Указом Президента Российской Федерации от 15 июня 2022 г. № 381 награжден:
1. 239 гвардейский танковый Краснознаменный орденов Суворова, Кутузова и Александра Невского Оренбургский казачий полк[11]

Указом Президента Российской Федерации от 4 ноября 2022 г. № 796 награждена:
1. 336 отдельная гвардейская Белостокская орденов Суворова и Александра Невского бригада морской пехоты[12]

Закрытыми указами награждены:
1. 33-я отдельная бригада оперативного назначения внутренних войск Министерства внутренних дел Российской Федерации (орден вручён 30 июня 2015 года)[13]
2. 21-я отдельная бригада оперативного назначения войск национальной гвардии Российской Федерации (орден вручён 25 мая 2016 года)[14]
3. Саровское соединение Приволжского округа войск национальной гвардии Российской Федерации (орден вручён 12 мая 2017 года)[15]
4. Северское соединение Сибирского округа войск национальной гвардии Российской Федерации (орден вручён 19 мая 2017 года)[16]
5. Саратовский военный Краснознамённый институт (орден вручён 20 мая 2017 года)[17]
6. 34-я отдельная бригада оперативного назначения Приволжского округа войск национальной гвардии Российской Федерации (орден вручён 2 июня 2017 года)[18]
7. 39-я отдельная железнодорожная бригада (орден вручён 7 августа 2017 года)[19]
8. Череповецкое высшее военное инженерное училище радиоэлектроники (орден вручён 5 октября 2017 года)[20]
9. Московское высшее военное командное училище (орден вручён 15 декабря 2017 года)[21]
10. Михалкин, Владимир Михайлович, маршал артиллерии в отставке[22]
11. Познихир, Виктор Викторович, генерал-лейтенант, первый заместитель начальника Главного оперативного управления Генерального штаба ВС РФ[23]
12. Асапов, Валерий Григорьевич, генерал-лейтенант, командующий 5-й общевойсковой армией[24]
13. Дронов, Сергей Владимирович, генерал-лейтенант, заместитель Главнокомандующего ВКС[25]
14. Гумённый, Виктор Васильевич, генерал-лейтенант, командующий Войсками противовоздушной и противоракетной обороны[26]
15. Мизинцев, Михаил Евгеньевич, генерал-полковник, начальник Национального центра управления обороной Российской Федерации[27]
16. Дуплинский, Александр Васильевич, генерал-лейтенант, командующий 6-й Ленинградской армией ВВС и ПВО[28]
17. Волык, Сергей Николаевич, генерал-майор, заместитель командующего Воздушно-десантными войсками по боевой подготовке
18. Калоев, Хасан Бекович, генерал-лейтенант, первый заместитель начальника Объединённого Штаба ОДКБ[29]
19. Ершов, Владислав Николаевич, генерал-лейтенант, командующий 6-й общевойсковой армией Западного военного округа[30]
20. Санчик, Александр Семёнович, генерал-майор, командующий 35-й общевойсковой армией Восточного военного округа[31]
21. Юдин, Андрей Вячеславович, генерал-лейтенант, заместитель главнокомандующего Воздушно-космическими силами[32]
22. Краев, Дмитрий Владимирович, генерал-лейтенант, командир 14-го армейского корпуса Береговых войск Северного флота[33]
23. Кирси, Павел Валентинович, генерал-майор, командир 106-й гвардейской воздушно-десантной дивизии[34]
24. Климов, Игорь Николаевич, генерал-майор, заместитель начальника управления войск РХБЗ Вооружённых сил РФ[35]
25. Арсланов, Халил Абдухалимович, генерал-полковник, начальник Главного управления связи Вооружённых сил Российской Федерации[36]
26. Молчанов, Павел Дмитриевич, генерал-майор, начальник управления боевой подготовки Воздушно-космических сил[37]
27. Тучков, Евгений Николаевич, генерал-лейтенант, заместитель начальника Главного управления контрольной и надзорной деятельности МО РФ[38]
28. Кисель, Сергей Александрович, генерал-лейтенант, командующий 1-й гвардейской танковой армией Западного военного округа[39]
29. Рыжков, Евгений Валерьевич, генерал-майор, начальник Центра управления — заместитель начальника Главного штаба ВКС[40]
30. Кравченко, Владимир Викторович, генерал-лейтенант, командующий 11-й армией ВВС и ПВО Восточного военного округа[41].
31. Макаревич, Олег Леонтьевич, генерал-лейтенант, первый заместитель начальника Военной академии Генерального штаба ВС РФ[42]
32. Авдеев, Алексей Юрьевич, генерал-лейтенант, заместитель командующего войсками Южного военного округа[43]
33. Холзаков, Андрей Владимирович, генерал-лейтенант, заместитель командующего ВДВ по коллективным силам оперативного реагирования[44]
34. 14-й Главный центр связи Генерального штаба Вооружённых Сил Российской Федерации (орден вручён 22 октября 2018 года)[45]
35. Казанское высшее танковое командное училище (орден вручён 22 февраля 2019 года)
36. Военная академия связи имени С. М. Будённого (орден вручён 18 октября 2019 года)
37. Краснодарское высшее военное училище имени генерала армии С. М. Штеменко (орден вручён 18 октября 2019 года)
38. Военный университет Министерства обороны Российской Федерации (орден вручён 5 ноября 2019 года)
39. Дальневосточное высшее общевойсковое командное училище (орден вручён 21 ноября 2019 года)
40. Военно-воздушная академия имени профессора Н. Е. Жуковского и Ю. А. Гагарина (орден вручён 21 февраля 2020 года)
41. Военная академия Ракетных войск стратегического назначения имени Петра Великого (орден вручён 29 декабря 2020 года)
42. 7-я военная база Южного военного округа (орден вручён 29 декабря 2020 года)
43. 3-я отдельная гвардейская бригада специального назначения (орден вручён 29 декабря 2020 года)[46]
44. 5-я общевойсковая армия Восточного военного округа (орден вручён 2 декабря 2021 года)[47]
45. Военно-космическая академия имени А. Ф. Можайского (орден вручён 2 декабря 2021 года)[47]
46. Новосибирское высшее военное командное училище (орден вручён 2 декабря 2021 года)[47]
47. Общевойсковая академия Вооружённых Сил Российской Федерации (название изменено в соответствии с Приказом Министра обороны Российской Федерации от 31.07.2019 № 425)[48]
48. 8-я авиационная дивизия особого назначения (орден вручён 22 февраля 2023 года)[49]
49. Академия внешней разведки имени Ю. В. Андропова
50. Мордвичев, Андрей Николаевич — командующий войсками Центрального военного округа, генерал-полковник
51. Тюрин, Григорий Ростиславович — командующий 36-й общевойсковой армией ВВО, генерал-майор
52. Цоков, Олег Юрьевич — генерал-лейтенант[50]
53. Бабаниязов, Алишер Нариманович - младший сержант
54. Москалик, Ярослав Ярославович — Заместитель начальника Главного оперативного управления Генштаба Вооружённых сил России[51]
55. 1-я гвардейская инженерно-сапёрная бригада (орден вручён 3 января 2024 года)[52]
56. Северо-Кавказский округ Росгвардии (орден вручён 21 февраля 2024 года)[53]
57. 12-я отдельная гвардейская инженерная бригада (орден вручён 24 апреля 2024 года)[54]
58. 1-я гвардейская ракетная бригада (орден вручён 19 сентября 2024 года)[55]
59. Омский автобронетанковый инженерный институт (орден вручён 6 декабря 2024 года)[56]